# Francesc Homs i Molist
|  | No s'ha de confondre amb Francesc Homs i Ferret. |

Francesc Homs i Molist (Vic, 5 de setembre de 1969) és un advocat i polític català. Ha sigut diputat al Parlament de Catalunya, conseller de la Generalitat i diputat al Congrés dels Diputats. Llicenciat en Dret per la Universitat Autònoma de Barcelona (UAB). Casat i pare de dues filles. És germà de Mercè Homs i Molist, regidora del districte de Ciutat Vella de Barcelona fins al 2015.

## Biografia política
Va ser militant de la Federació Nacional d'Estudiants de Catalunya (FNEC) i membre de la junta de govern i del claustre de la UAB. Militant de Convergència Democràtica de Catalunya (CDC) des del 1993, en fou membre de l'Executiva Nacional. També va ser membre del consell executiu nacional de CiU. Va ser coordinador del programa electoral de Convergència i Unió (CiU) per a les eleccions al Parlament de Catalunya de 2003 i 2010 i ponent de l'Estatut del 2006. Entre el 2000 i el 2003 fou director general d'Afers Interdepartamentals del Departament de la Presidència i membre de la Comissió Executiva del Consell Econòmic i Social de Catalunya (CTESC). Fou elegit diputat al Parlament de Catalunya a les eleccions de 2003, 2006 i 2010.
El 29 de desembre de 2010 fou nomenat secretari general de la Presidència i portaveu del Govern de la Generalitat de Catalunya, fins que el 27 de desembre del 2012, el president Artur Mas el nomenà conseller de Presidència.
Ha publicat dos llibres: Catalunya a judici (Ara Llibres, 2008) i Dret a decidir. Estació concert (Editorial Base, 2010). Fou membre del consell assessor de la Fundació Centre d'Estudis Jordi Pujol.
El 22 de juny de 2015 renuncià a les funcions de portaveu del Govern de la Generalitat. El 16 de novembre del mateix any va ser destituït com a conseller del Govern català, per a encapçalar la candidatura de Democràcia i Llibertat per la circumscripció de Barcelona al Congrés dels Diputats a les eleccions generals espanyoles del 20 de desembre de 2015 i 2016, en les que va assolir l'acta de diputat.
El 29 de març del 2017 fou el primer polític privat d'exercir les seves funcions d'electe a conseqüència del procés català, condemnat pel Tribunal Suprem a una pena d'inhabilitació durant un any i un mes i a pagar una multa de 30.000 euros, per haver organitzat la consulta del 9-N. La sentència va arribar nou dies després que el Tribunal Superior de Justícia de Catalunya condemnés també a Artur Mas, Irene Rigau i Joana Ortega pels mateixos fets. Actualment està processat pel Tribunal de Cuentas pels mateixos fets.
Des del 2018 pertany a la Comissió Jurídica Assessora, que està integrada per quinze juristes de reconegut prestigi, nomenats pel Govern per un període de sis anys.

## Obres
- Catalunya a Judici (Ara Llibres, 2008) ISBN 9788492406616
- Dret a decidir. Estació concert (Editorial Base, 2010)[8]